# هینو سلگا
هینو سلگا (Hino S'elega) خودرویی است که از سال ۱۹۹۰ تا کنون تولید شده‌است. 
این خودرو در کلاس اتوبوس قرار گرفته و است. سیستم جعبه‌دندهٔ آن ۶ دنده به صورت دستی است.

## نگارخانه

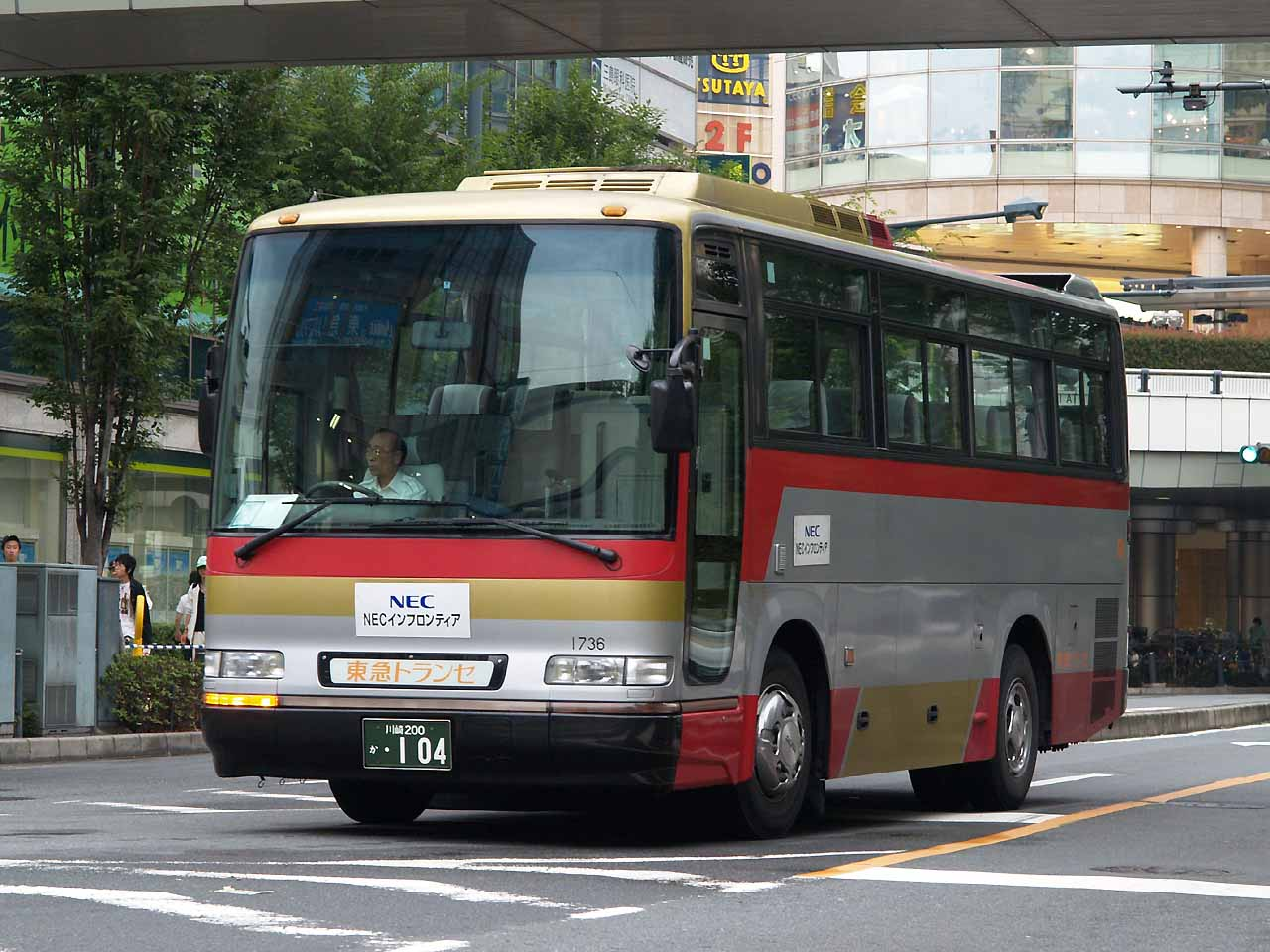
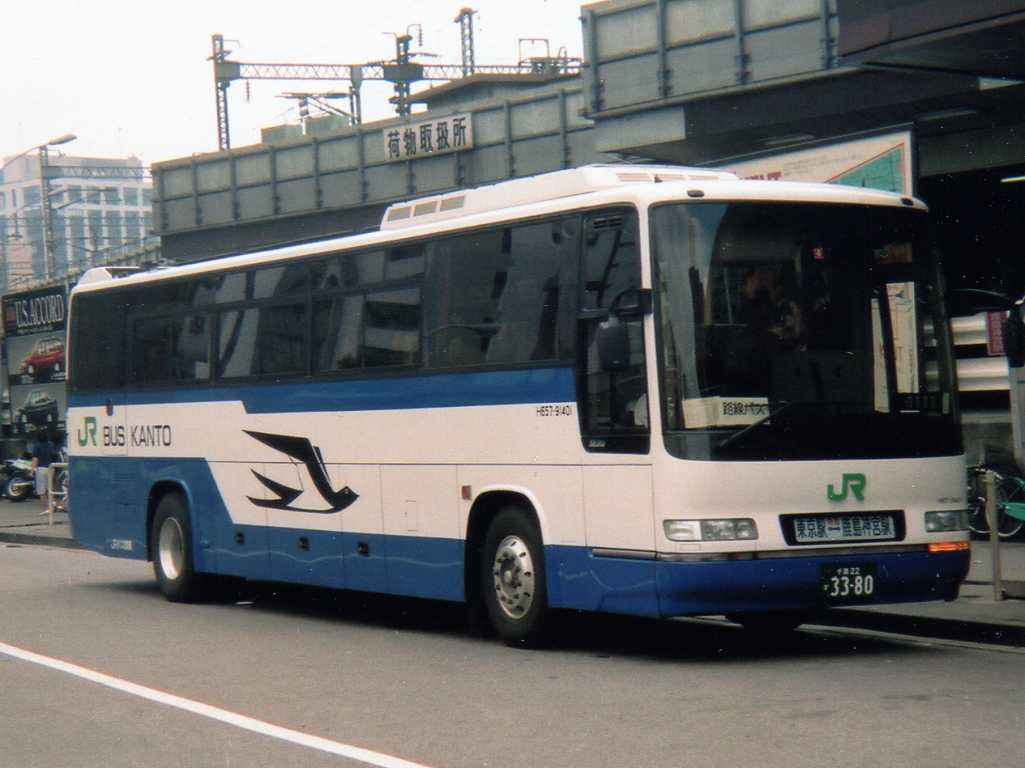
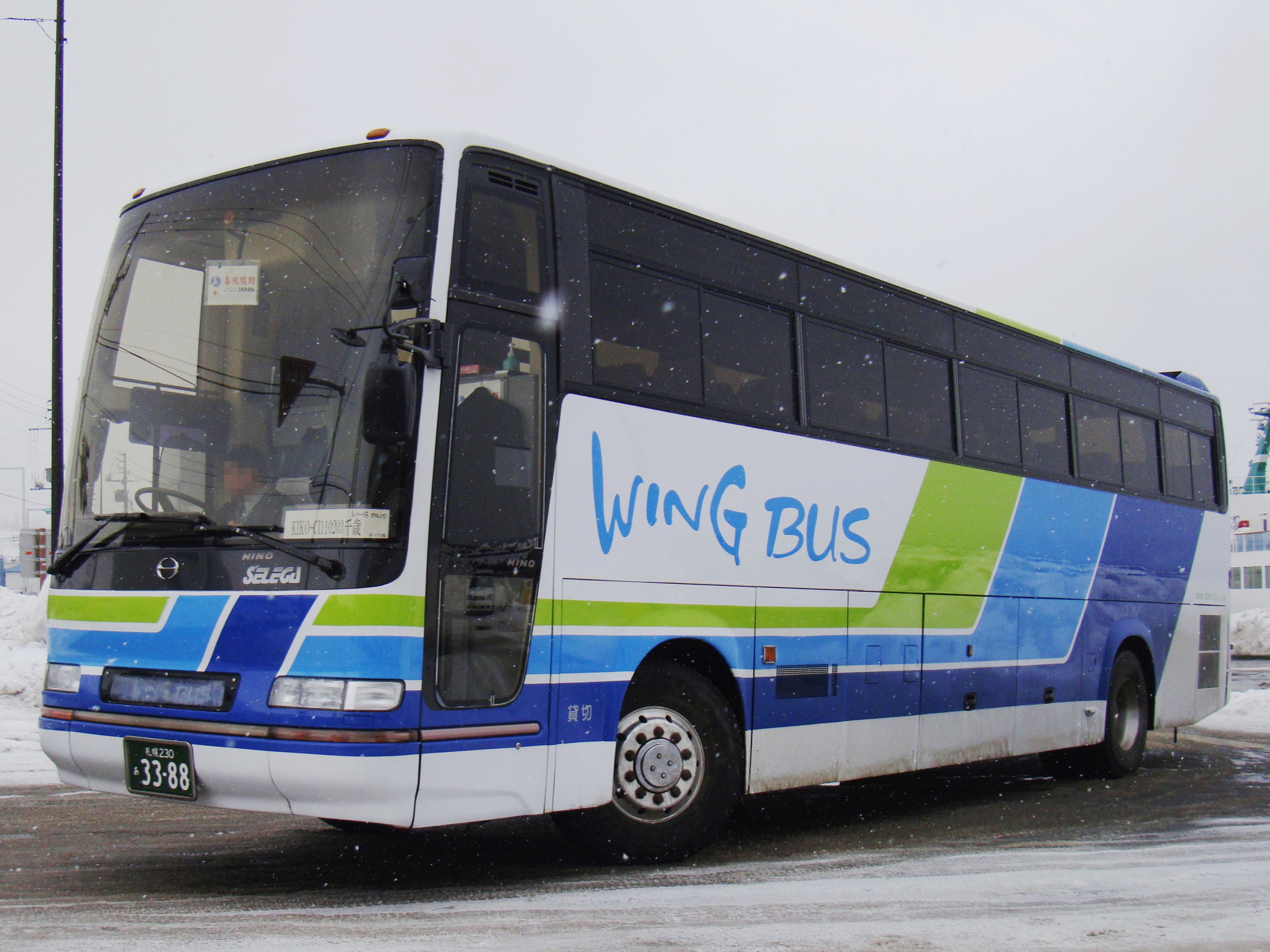
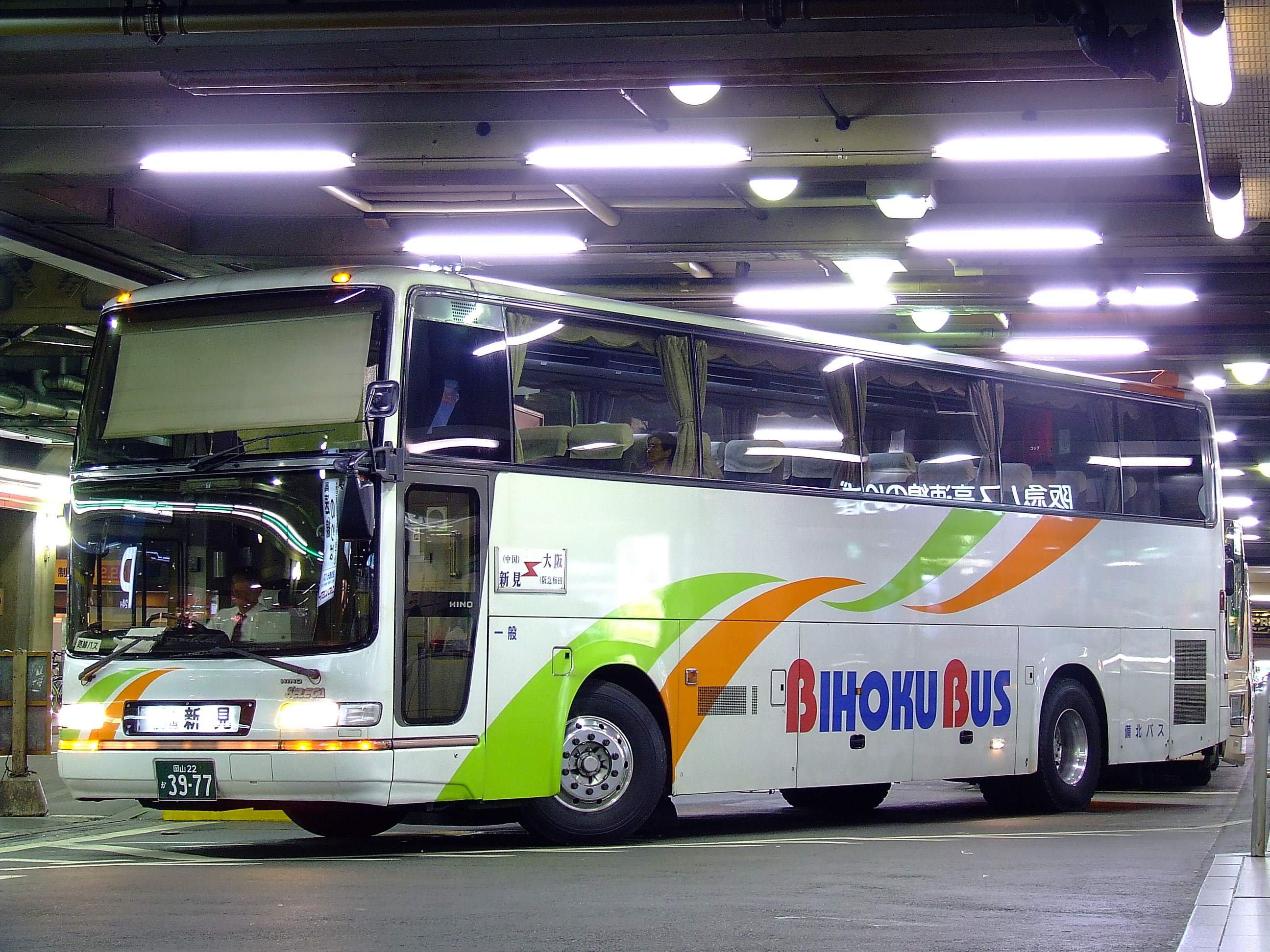
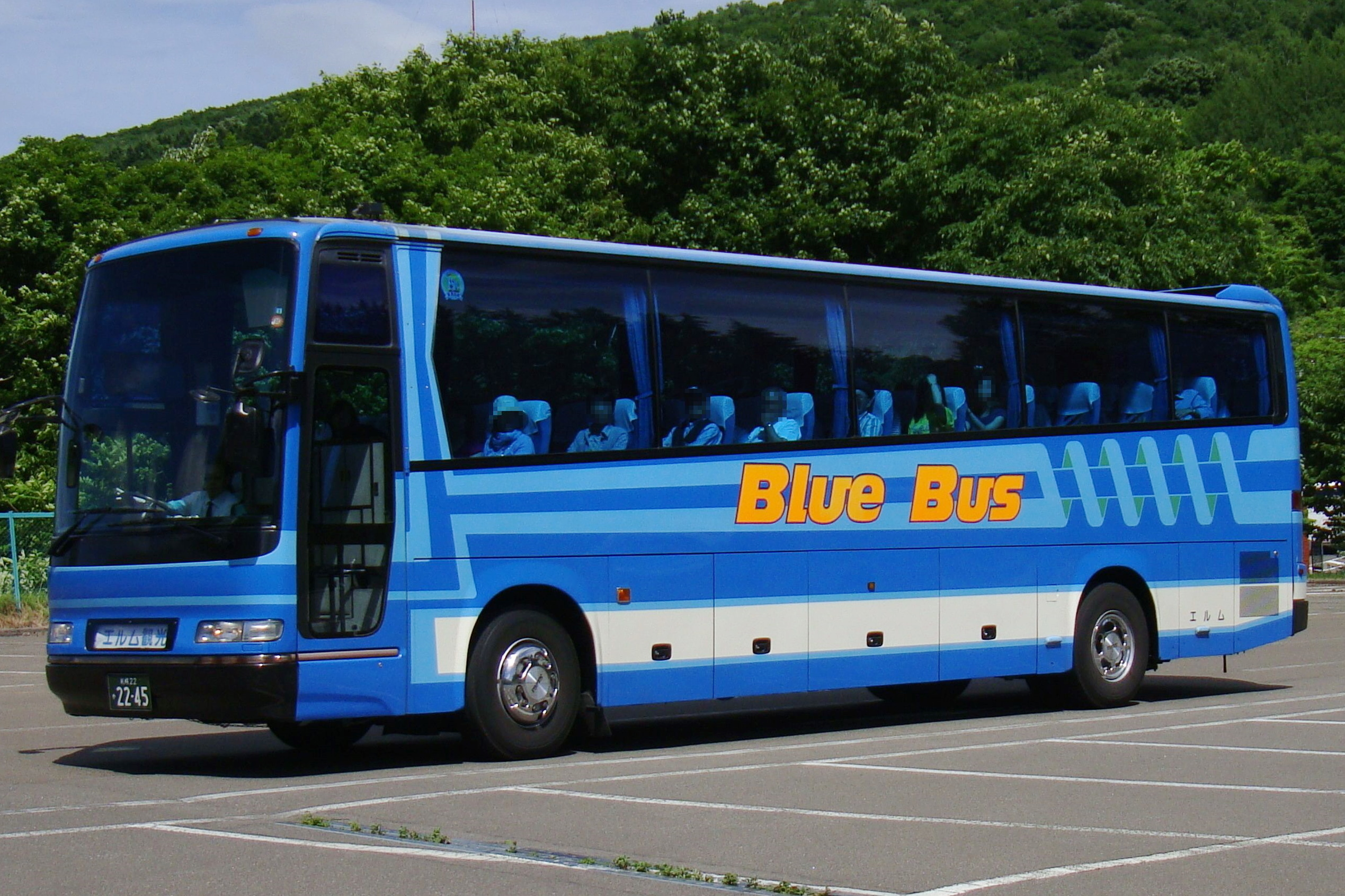
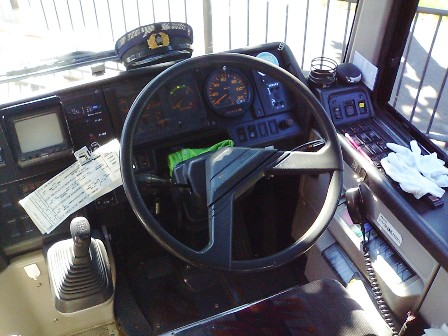